# In cammino verso il linguaggio
In cammino verso il linguaggio (Unterwegs zur Sprache) è la raccolta, pubblicata nel 1959, di un insieme di saggi e conferenze di Martin Heidegger contenenti le riflessioni del filosofo tedesco sul "linguaggio". L'opera è di fondamentale importanza per l'ermeneutica filosofica contemporanea, per la riflessione filosofica sulla sfera religiosa e sul linguaggio.

## Il linguaggio (1950)
Heidegger intende il linguaggio secondo una nuova accezione, che esula sia dalla definizione del linguaggio come attività dell'uomo (Wilhelm von Humboldt) che a quella del linguaggio come espressione (Aristotele). Il linguaggio non può essere definito soggettivamente, ma occorre che sia il linguaggio stesso a parlare in noi. È per questa ragione che Heidegger fa uso di una serie di espressioni tautologiche come "il linguaggio è linguaggio", per dimostrare come il pensiero tradizionale basato sulla rappresentazione e sul rapporto tra soggetto ed oggetto sia da oltrepassare. Il circolo ermeneutico non è dunque da intendersi come un circolo vizioso, ma virtuoso. Solamente restando sospesi sopra quest'abisso, dimorando presso il linguaggio e porgendo ascolto al linguaggio della poesia è possibile determinare un rapporto propriamente filosofico con il linguaggio e con il mondo.

## Il linguaggio nella poesia (1953)
Nel saggio Heidegger analizza quindi il linguaggio poetico, specificamente quello di Georg Trakl, per mostrare l'affinità che sussiste tra poesia e pensiero, tra poesia e verità. Heidegger dimostra come le varie poesie di Trakl possono riunirsi in un unico luogo, in un punto unificante.

## Da un colloquio nell'ascolto del linguaggio (1953-54)
Il terzo saggio è stato composto da Heidegger sotto forma di un dialogo che avviene tra l'Interlocutore (lo stesso Heidegger) ed un Giapponese (un allievo del conte Shuzo Kuki). In questo modo Heidegger ha la possibilità di ripercorrere retrospettivamente il proprio cammino filosofico per la determinazione del concetto di ermeneutica. Ponendosi all'ascolto del linguaggio, evitando la rappresentazione del linguaggio, è possibile accedere a quella dimensione più alta che rende possibile il dialogo al di là di ogni differenza culturale. Il colloquio con il giapponese è quindi lo spunto per una riflessione sulla dicotomia tra Essere e Nulla che caratterizza la metafisica secondo Heidegger.

## L'essenza del linguaggio (1957)
Fare esperienza del linguaggio non significa sovraintendere ad un'attività, ma implica un atteggiamento passivo, di ascolto, poiché il linguaggio non deve essere pensato dalla prospettiva dell'uomo, ma è il linguaggio stesso a fare dono di sé. Heidegger contrappone poi questo tipo di esperienza al metodo che prevale nella scienza moderna, lamentando il prevalere del linguaggio formalizzato e tecnico.

## La parola (1958)
Anche in questo saggio la meditazione filosofica di Heidegger parte dall'interpretazione di una poesia, in questo caso della poesia "La parola" di Stefan George. La poesia è incentrata sul tema della rinuncia del poeta alla parola. La rinuncia non è però da intendere in un senso negativo, ma positivo, poiché è la parola stessa a manifestarsi, donando il nome alle cose.

## In cammino verso il linguaggio (1959)
L'ultimo saggio ripropone tutti i temi affrontati nei saggi precedenti: il tema del circolo ermeneutico, le problematiche relative alla definizione del linguaggio, la critica alla concezione del linguaggio come energheia ed il carattere del linguaggio, che nella sua essenza è Ereignis, evento disvelante.

### Edizioni
- M. Heidegger, In cammino verso il linguaggio, Mursia, Milano 1999.
- M. Heidegger, In cammino verso il linguaggio, Mursia, Milano, 2011, ISBN 9788842538851.

### Testi critici
- M. Heidegger, Essere e tempo, Longanesi, Milano 2005.
- H. G. Gadamer, Linguaggio, Laterza, Roma-Bari 2004.
- H. G. Gadamer, Verità e metodo, Bompiani, Milano 2005.